# Margit-szigeti víztorony
A Margit-szigeti víztorony a budapesti Margit-sziget középső részén, a Margitszigeti Szabadtéri Színpad mellett áll. A 2013-ban felújított műemlék víztorony belsejében Visual Art kiállítások kaptak helyet. A Margit-szigeti víztorony környezete nem kiépített. A szecessziós körlépcsőn haladva a nyolcerkélyes kilátó terembe érve Buda és Pest körpanorámája valamint a Dunát átívelő hidak látványa tárul a látogatók elé. Az eredeti fényében pompázó torony Budapest látványosságaként a Margitsziget természeti és épített örökségei között foglal el méltó helyet. A margitszigeti és a városmajori szabadtéri színpadokat is üzemeltető Szabad Tér Színház programjaival együtt egy turisztikai szempontból is kiemelkedő kulturális attrakció része. Az ország legnagyobb víztornya, az 1911-ben épített Margit-szigeti víztorony igazi turisztikai látványosság, melyből Budapest 360 fokos körpanorámáját láthatjuk, a főváros épületei, nevezetességei és a budai hegyek sziluettjének látványa páratlan élményt kínál.
A Margit-szigeti víztorony egyben a Fővárosi Vízművek jelképe is, a vállalat logóját ez alkotja, annak ellenére, hogy az épület nem a Fővárosi Vízművek, hanem a Fővárosi Önkormányzat tulajdonában áll.

## Története
Építés éve: 1911
Építész tervező: Ray Rezső Vilmos
Tervező, kivitelező: Dr. Zielinski Szilárd
A szecesszió virágkorában számos kiváló építészeti alkotás született, amelyek Ray Rezső Vilmos építész, tervező nevéhez fűződnek, többek között a Margit-szigeti víztorony is.
A magyar vasbeton építészet korszakalkotó építménye jellegzetes pontja a margitszigeti képnek. A sziget növekvő és zavartalan vízellátását egy víztorony létesítése oldotta meg. A jelentős építészeti és mérnöki feladat megoldására Dr. Zielinski Szilárd műegyetemi tanár kapott megbízást.
Zielinski a vasbeton alkalmazásában európai szinten is az elsők között tartható számon, itthon pedig ő honosította meg az addig ismeretlen anyagot. Ray Rezső Vilmos és Zielinski együttműködése komoly technológiai reformot jelentett és kimagasló jelentőséggel bír a modern magyar építészet történetében.
1911-re készült el - a tervező sikeresen megvalósította a kettős funkciót, így víztoronyként és kilátótoronyként is működhetett az építmény.
1977-ben városképi jelentőségű műemlékké nyilvánították.
2011-től a Szabad Tér Színház üzemelteti.
2012-től kilátóként, Visual Art galériaként és a Budapesti Nyári Fesztivál programhelyszíneként üzemel.

## Látogatói információk a víztoronyról
Építészeti adatok

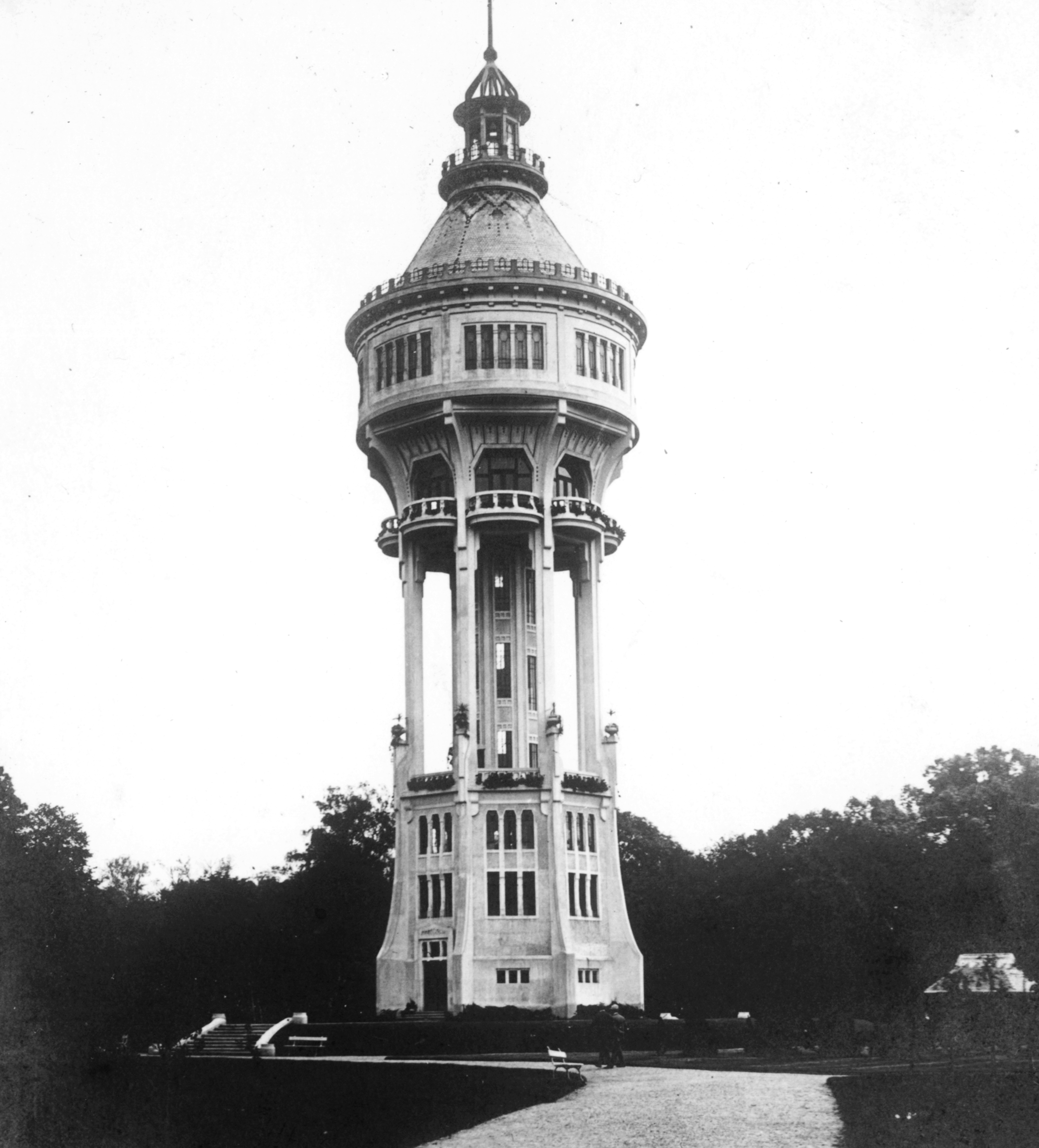
Az 1911-ben épült építmény egy 1914-ben készült felvételen

- A víztorony magassága - föld feletti: 57 m, föld alatti: 5 m
- A vízmedence átmérője: 13 m; vízoszlopa: 52 m; űrtartalma: 600 m³
- A kúptető átmérője: 13,2 m; magassága: 8,5 m
- A főoszlopok szabad magassága: 13,2 m
- Terhelése egyenként: 220 tonna
- A belső betonlépcső magassága: 24 méter
- A vaslépcső magassága: 20 méter.

A Duna 0 vízszintje feletti magasságok
- Toronycsúcs: 66 m; kilátó: 53 m; vízszint: 43 m
- Kupolaterem (IV. emelet): 33 m; III. emeleti erkély: 19,50 m
- Földszinti padló: 9 m; alap: 4 m
- A bejárat melletti márványtáblán olvasható, hogy a Duna 0 vízszintjének magassága az Adria felett 6,68 m.

Lépcsőfokok száma
- betonlépcső – I. emeletig 27, II. emeletig 47, III. emeletig 67, Kupolateremig 152.
- A toronyba a kilátó 4. szintig lehet felmenni, 33 méter magasságban.

## Kiállítások a Margit-szigeti víztoronynál

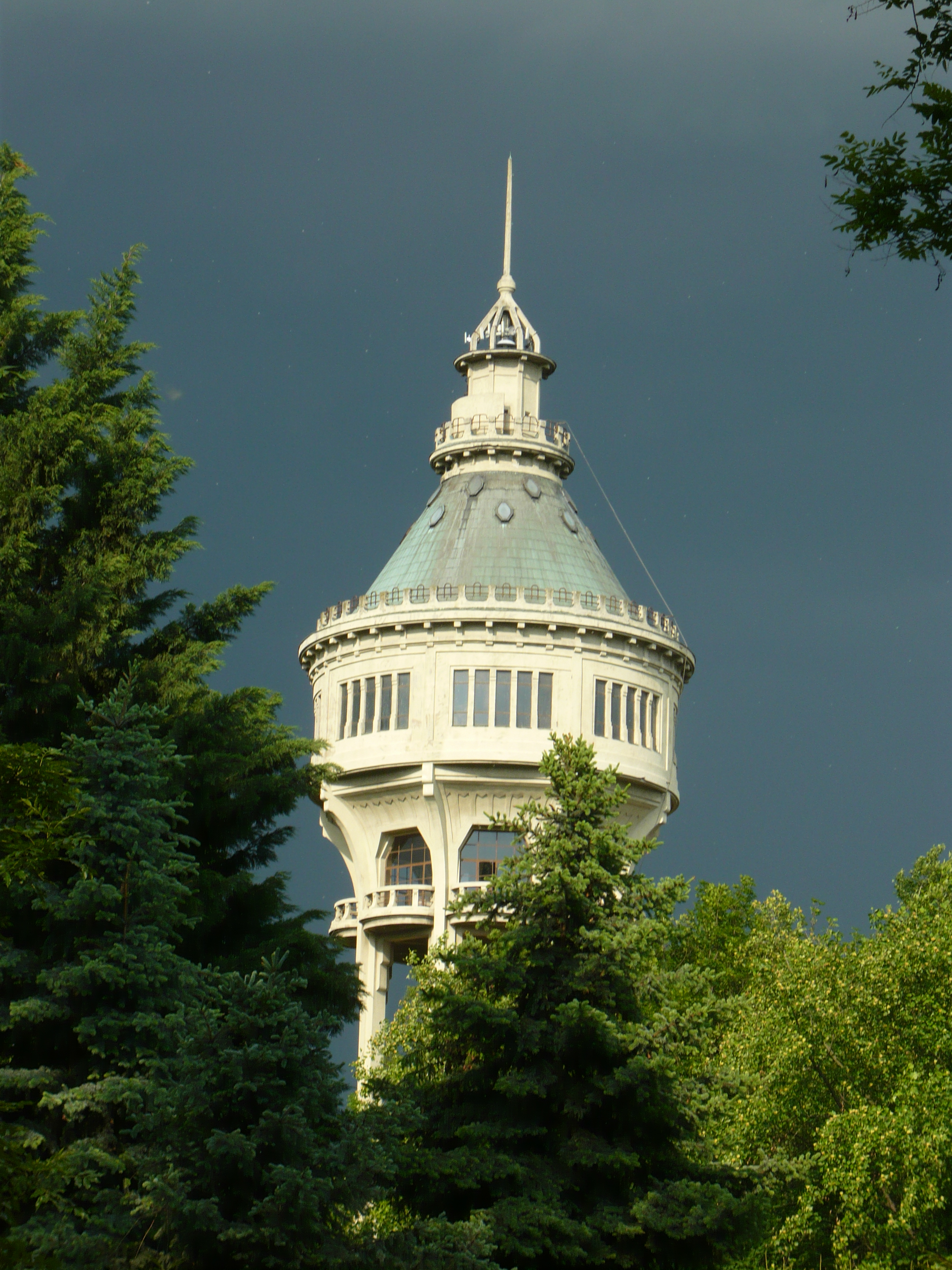
A nyolcerkélyes víztorony kilátóterme és kupolája egy 2010-ben készült felvételen

A Margit-szigeti víztorony kilátóként és kiállítótérként is működik. A Visual Art Galériában, a víztorony két emeleti szintjén tekinthetnek meg a látogatók különböző témájú kiállításokat, melyek az országban egyedülálló módon, különleges vetítési technikával kerülnek bemutatásra.

### Visual Art Galéria
Látogatható júniustól szeptemberig.

#### 2015
- A nemzet kishúga – Száz éve született Szeleczky Zita
- Monumentális állatok a világ közterein – Szőke Gábor Miklós installációi

#### 2014
- Shakespeare a Szigeten
- Shakespeare korának hatása a mai divatra

#### 2013
- Margitsziget történeti fotográfiák tükrében [1]
- II. Budapest Pozitív: Tízéves a Budapest Fotográfiai Ösztöndíj
- III. A magyar fotográfia klasszikusai

#### 2012
- Animációs képkiállítás (az épület belső homlokzatán)
- Mervai Márk fotókiállítása: Margitsziget, Víztorony, Budapest körpanoráma (1. kiállítási szint)
- Jankovics Marcell: Az ember tragédiája, Ének a csodaszarvasról (2. kiállítási szint)

### A víztorony udvara
Látogatható júniustól szeptemberig.

#### 2015
- Szőke Gábor Miklós: Dante-kutyák (szoborinstalláció, megtekinthető 2015. július 12-ig)
- Bábok égből és pokolból
- Goldmark-relikviák – Száz éve született Goldmark Károly zeneszerző
- Szabadtéri Színpad a Margitszigeten – a kezdetek (1938–1941)

#### 2014
- Szabadtéri Színpad a Margitszigeten - a kezdetek (1938-1941)

#### 2013
- Színház a lombok alatt – A Margitszigeti Szabadtéri Színpad története, 1938-1943

## Kikapcsolódás a víztoronynál
A Margit-szigeti víztorony körüli tér szerkezet, környezet nem összefogott.[forrás?]
- Jazzy Tower-koncertek
- Interaktív meseszínpad (szombat 10:30)
- Reneszánsz délelőttök a Margit-romoknál (vasárnap 10:30)
- Margitszigeti Szabadtéri Színpad opera-, musical-, táncelőadásai és koncertjei.

## Margit Terasz Étterem és Kávézó
A Margit Terasz Étterem és Kávézó nyár végéig minden nap várja vendégeit.

## Egyéb
A Margitszigeti Nagyszínpad és a víztorony rekonstrukciója Magyarország Kormánya és Budapest Főváros Önkormányzatának együttműködő támogatásával két ütemben, 2013-ban és 2014-ben valósult meg.
Működési és használati rendelkezés: a víztoronyba mindenki saját felelősségére léphet be, sétálhat, lépcsőzhet. Gyermekek 12 éves korig csak felnőtt kísérettel látogathatják az épületet. A víztoronyban egyszerre maximum 30 fő tartózkodhat.